# 646
646 (DCXLVI) je bilo navadno leto, ki se je po julijanskem koledarju začelo na nedeljo.

## Dogodki
- 1. januar

## Rojstva
- Abd al-Malik ibn Marvan, peti kalif Omajadskega kalifata († 705)